# رولف پاتز
رولف پاتز (انگلیسی: Rolf Paetz; ۲۴ نوامبر ۱۹۲۲ – ۱۹ آوریل ۱۹۹۴) بازیکن فوتبال اهل آلمان بود.
از باشگاه‌هایی که در آن بازی کرده‌است می‌توان به باشگاه فوتبال هانوفر ۹۶ اشاره کرد.